# 팔라프루제이

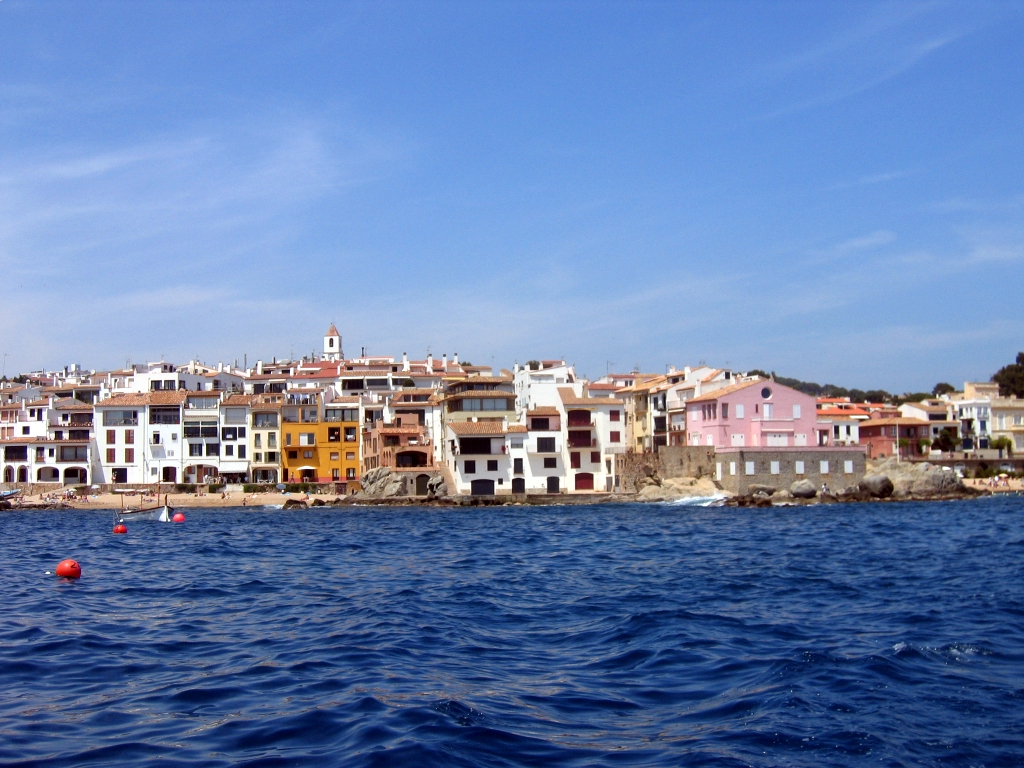
팔라프루젤

팔라프루제이(카탈루냐어: Palafrugell)은 스페인 카탈루냐 지로나도에 위치한 도시로 면적은 26.9km2, 높이는 64m, 인구는 22,763명(2014년 기준), 인구 밀도는 850명/km2이다.

시기
시 문장